# (1805) Dirikis
(1805) Dirikis ist ein Asteroid des Hauptgürtels, der am 1. April 1970 von der russischen Astronomin L. I. Tschernych am Krim-Observatorium in Nautschnyj entdeckt wurde.
Die zeitlosen (nichtoskulierenden) Bahnelemente von (1805) Dirikis sind fast identisch mit denjenigen des kleineren, wenn man von der Absoluten Helligkeit von 14,3 gegenüber 11,3 ausgeht, Asteroiden (11432) Kerkhoven.
Der Asteroid ist nach dem lettischen Astronomen Matiss A. Dirikis benannt.